# Липецкий государственный технический университет
Ли́пецкий госуда́рственный техни́ческий университе́т (ЛГТУ) — высшее учебное заведение в городе Липецке.

## История

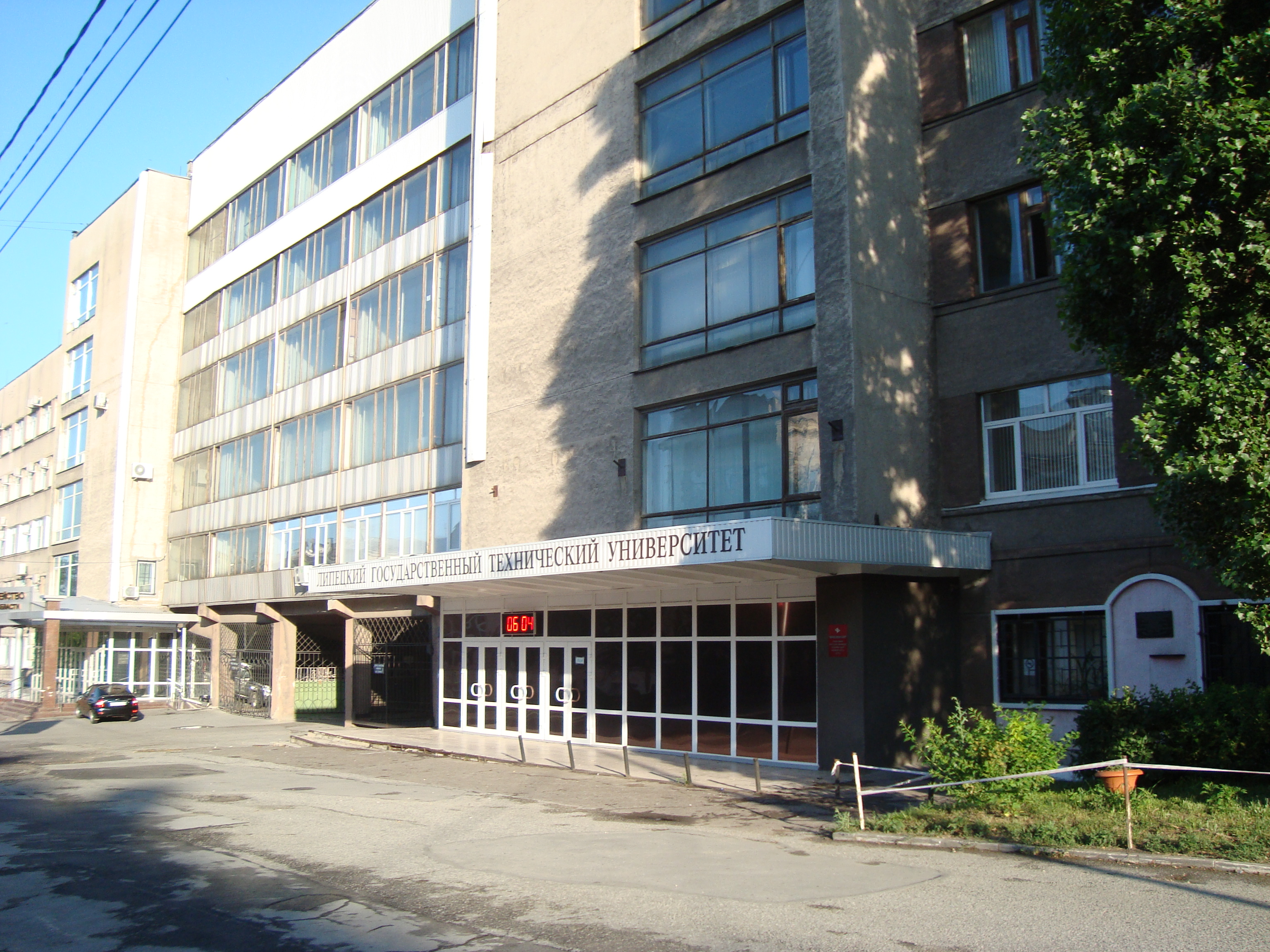
ЛГТУ - Корпус Б на улице Интернациональной

Основан в 1956 году как вечерний факультет Тульского механического института приказом Министерства высшего образования СССР от 1 ноября 1956 года № 869. Тогда это был первый и единственный технический вуз в Липецкой области. Первое время на факультете существовало две специальности:
- технология машиностроения, металлорежущие станки и инструменты;
- машины и технология литейного производства.

Одновременно с основанием факультета были организованы кафедры высшей математики, физики и химии.
В 1959 году вечерний факультет преобразован в липецкий вечерний факультет МИСиС, а в 1966 году — в липецкий филиал МИСиС (на основании приказа Министра высшего и среднего специального образования СССР от 16 декабря 1966 года № 471). В это время были созданы новые кафедры металлургии черных металлов и технологии машиностроения.
В 1973 году на основе липецкого филиала МИСиС Постановлением Совета Министров СССР от 27 января 1972 года № 86 и приказом Министра высшего и среднего специального образования СССР от 15 мая 1972 года № 399 был организован Липецкий политехнический институт с четырьмя факультетами, включая вечерний. Ведется работа по созданию учебно-лабораторной базы, методическому и программному обеспечению учебного процесса.
В конце 1980-х гг. в связи с гуманизацией технического образования созданы кафедры культуры и психологии.
В 1991 году организован восьмой факультет — бизнеса и менеджмента (в настоящее время – экономический факультет). Тогда же завершилось строительство нового учебно-лабораторного корпуса.
В 1994 году институт получил статус государственного технического университета приказом Государственного комитета Российской Федерации по высшему образованию от 26 мая 1994 года № 524.
В 2007 году ЛГТУ стал дипломантом конкурса «100 лучших товаров России» в номинации «Образовательная деятельность».
В 2009 году университет получил сертификат соответствия системы менеджмента качества применительно к образовательной деятельности по требованиям ГОСТ Р ИСО 9001-2008. 
В 2010 году на базе научно-исследовательского сектора университета был создан научно-исследовательский институт.

## Руководители
- 1956—1959 гг. — Рева, Леонид Александрович
- 1959—1969 гг. — Шаров, Сергей Иванович
- 1969—1986 гг. — Железнов, Юрий Дмитриевич
- 1986—2000 гг. — Коцарь, Сергей Леонидович
- 2000—2008 гг. — Куприянов, Михаил Петрович
- 2008—2018 гг. — Погодаев, Анатолий Кирьянович
- 2018—2023 гг. — Сараев, Павел Викторович
- с 2023 гг. — Загеева, Лилия Александровна

## Социальная сфера

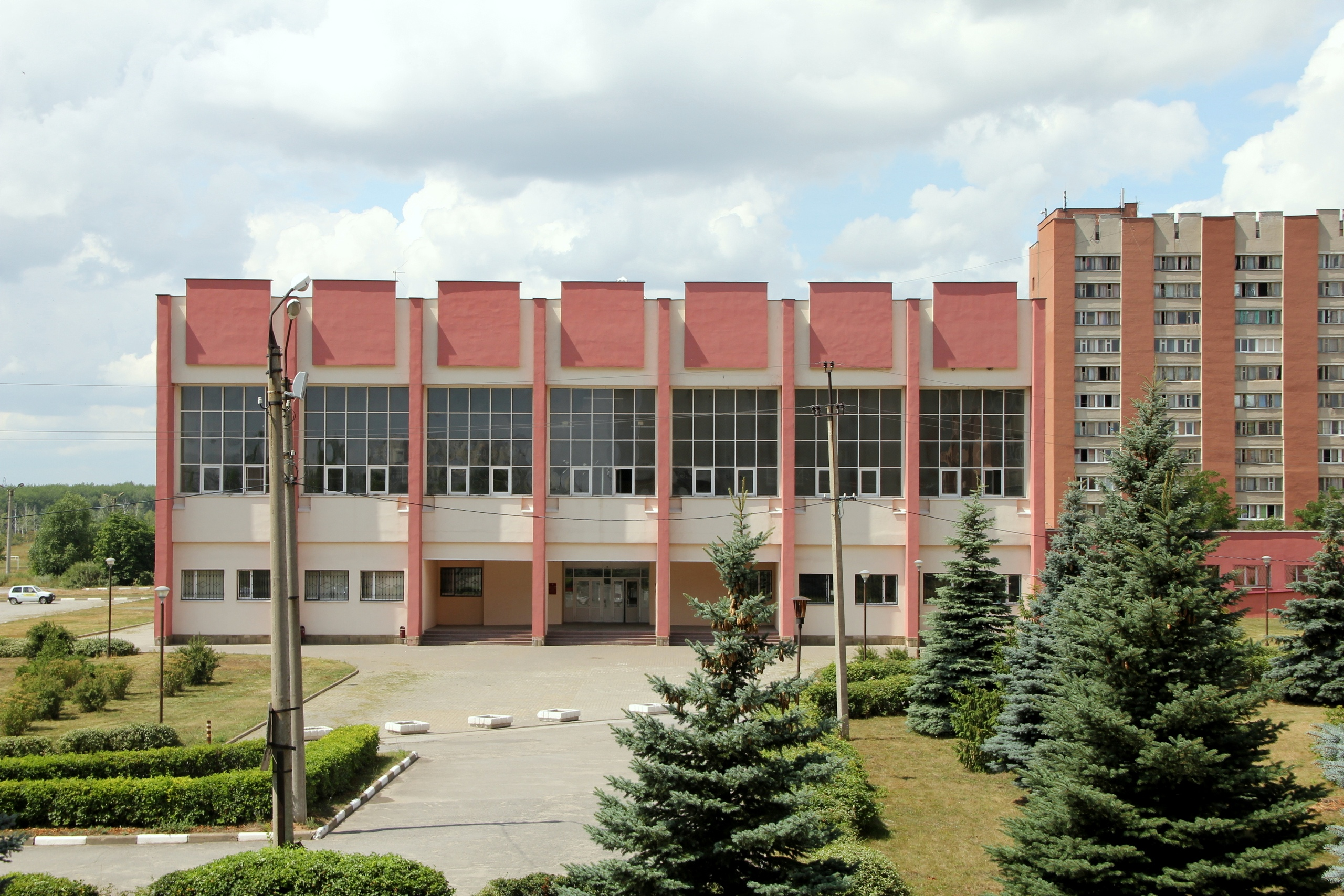
Учебно-спортивный комплекс ЛГТУ

Одним из приоритетных направлений деятельности ЛГТУ является социальная сфера: вуз располагает собственным общежитием, спортивным комплексом, столовой, бассейном. Активно работают общественные организации, профком студентов ЛГТУ, музей университета, спортивно-оздоровительный лагерь «Политехник», спортивный клуб «Политехник», издается вузовская газета «Политехник» и научные журналы («Вести высших учебных заведений Черноземья», «Вестник Липецкого государственного технического университета», «Инновационная экономика и право»). В последние годы в составе студенческого клуба действовало 6 творческих коллективов. В распоряжении студклуба — киноконцертный зал, репетиционные помещения.

## Институты и факультеты
В университете действуют следующие институты и факультеты:
- Металлургический институт (МИ)
- Физико-энергетический институт (ФЭИ)
- Институт машиностроения и транспорта (ИМиТ)
- Институт компьютерных наук (ИКН)
- Институт строительства и архитектуры (ИСА)
- Институт социальных наук, экономики и права (ИСНЭП)
- Заочный факультет (ЗФ)
- Университетский колледж (УК)
- Факультет довузовской подготовки (ФДП)
- Научно-исследовательский институт (НИИ)

## Связь с предприятиями
Липецкий государственный технический университет имеет статус базового учебного заведения ПАО «НЛМК». Сотрудничество комбината с ЛГТУ осуществляется с целью подготовки специалистов профильных для металлургического предприятия направлений. В 2013 году в Компанию принято 77 выпускников ЛГТУ, 57 из них во время обучения в ВУЗе были участниками программ НЛМК: «Именная стипендия Владимира Лисина» и «Дополнительное профессиональное обучение студентов ЛГТУ».

## Известные выпускники
- Трубников, Григорий Владимирович